# Villa Gordiani

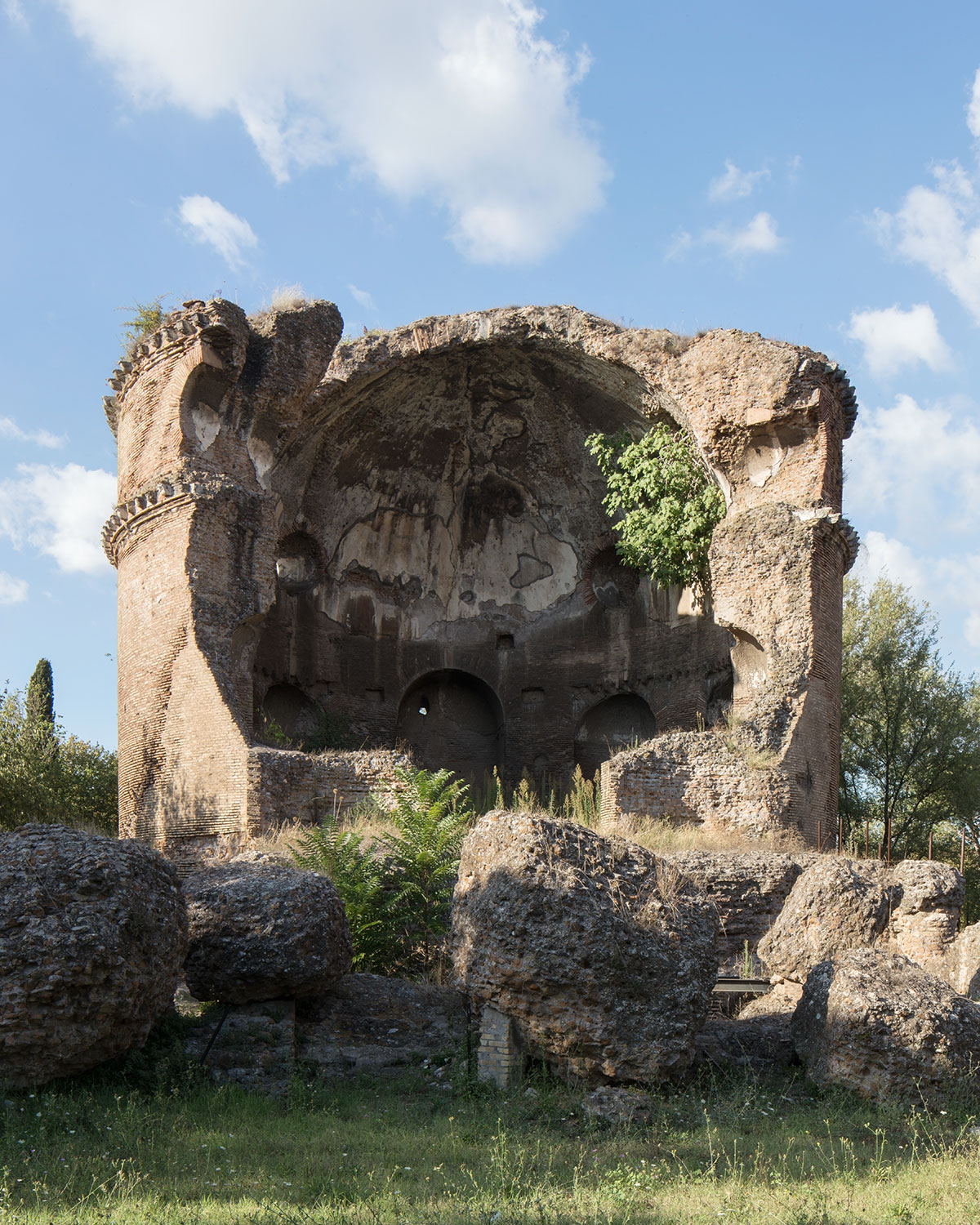
Vista do Mausoléu dos Gordianos.

Villa Gordiani é um parque arqueológico localizado perto da 3ª milha da Via Prenestina, no quartiere Collatino de Roma, famoso por abrigar os restos de uma vasta villa tradicionalmente identificada como sendo da família imperial dos Gordianos, uma breve dinastia que governou o Império Romano no século III com os imperadores Gordiano I, Gordiano II e Gordiano III.
Atualmente Gordiani é também o nome do bairro onde ela está.

## História
O complexo é citado em fontes antigas. Segundo a História Augusta havia um pórtico com duzentas colunas, sendo cinquenta de mármore da Cária, cinquenta de pórfiro vermelho, cinquenta de mármore frígio e cinquenta de mármore numídio. Entre as outras estruturas, como a basílica, as fontes relatam as termas como sendo uma das mais belas de Roma e sem igual em todo o Império. No interior da villa foi construída, na metade do século XIII, a Tor de' Schiavi, que se apóia em estruturas mais antigas. Em 1422, a propriedade passou para a família Colonna.
O parque foi criado a partir do plano diretor de 1931 e foi requalificado na década de 1960 com o nome de Parco archeologico di Villa Gordiani, dividido em dois setores separados pela Via Prenestina.

## Complexo arqueológico

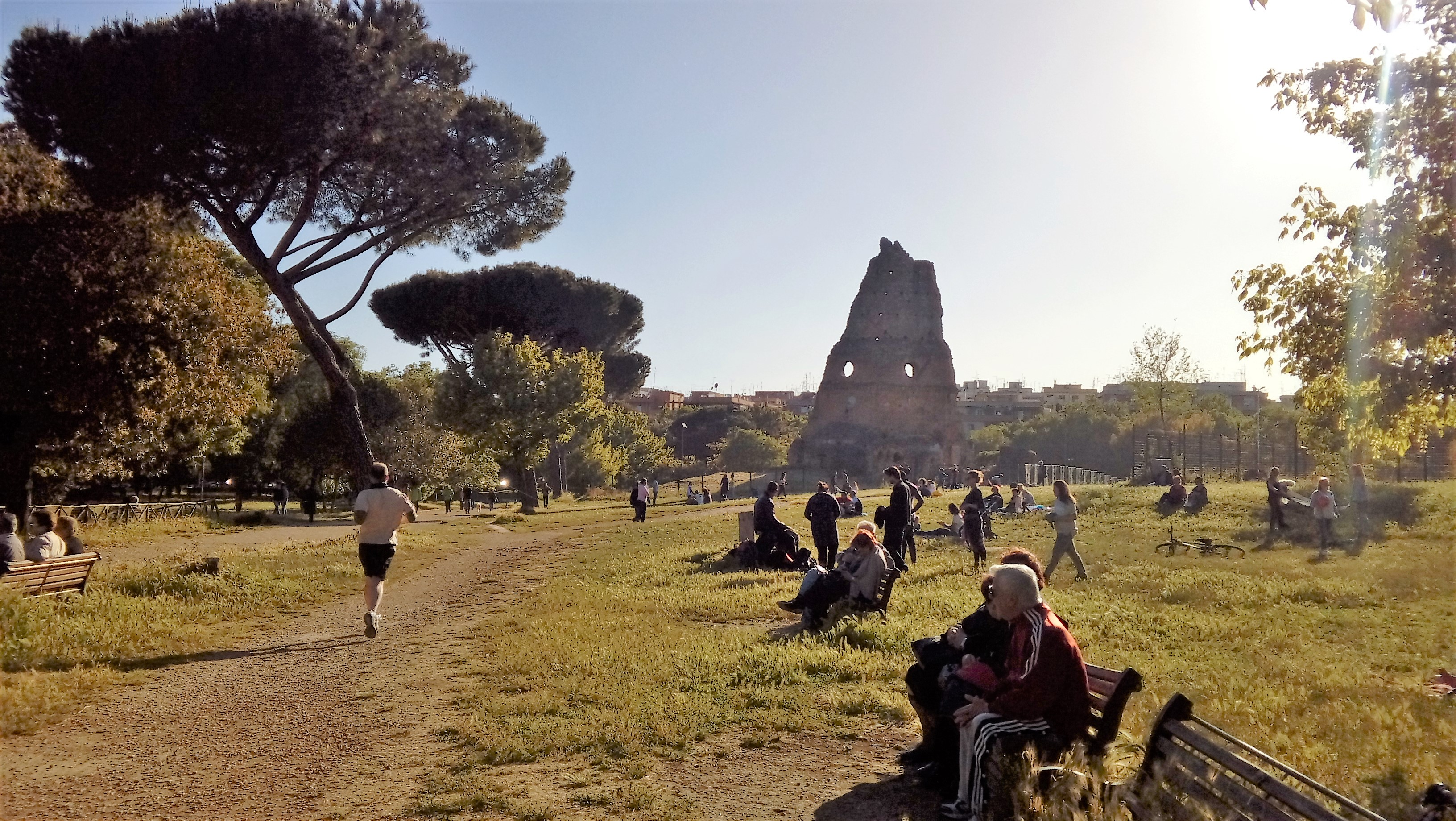
Vista do parque com a Tor de' Schiavi no fundo.

A região já era tradicionalmente identificada como sendo propriedade da família dos Gordianos e, por conta da estrutura instalada, em particular a villa, foi identificada como sendo a própria villa imperial da família. Segundo a "História Augusta", havia ali três basílicas "centenariae", ou seja, com comprimento de cerca de 100 pés romanos (29,6 metros).
A villa, ainda hoje quase toda enterrada por motivos de preservação, é o núcleo mais antigo do Parque Arqueológico, possivelmente mais antigo que assentamento da família imperial. Não foi possível, no entanto, até agora, precisar porque a construção foi sujeita a mais reformas e extensões ao longo do tempo; em parte porque um estudo sistemático e aprofundado da vila nunca foi inteiramente realizado.
De épocas sucessivas, na villa, datáveis entre os séculos II e IV, são o columbário, as cisternas e o vestíbulo. O ingresso monumental da villa, na Via Prenestina, é um salão octogonal (em latim: aula), provavelmente remanescente ao período de Diocleciano-Constantino I (fim do século III e início do século IV), quando no complexo foram realizadas obras para acrescentar mais monumentos. Provavelmente um ninfeu originalmente, a estrutura tinha aberturas redondas para permitir a iluminação do interior. A cisterna, do século II, tem dois pisos com dois reservatórios com teto abobadado.
Do lado direito da Via Prenestina, na esquina com a Via Olevano Romano, está um columbário datável entre o século I a.C. e o século I descoberto em 1958.

### Tor de' Schiavi

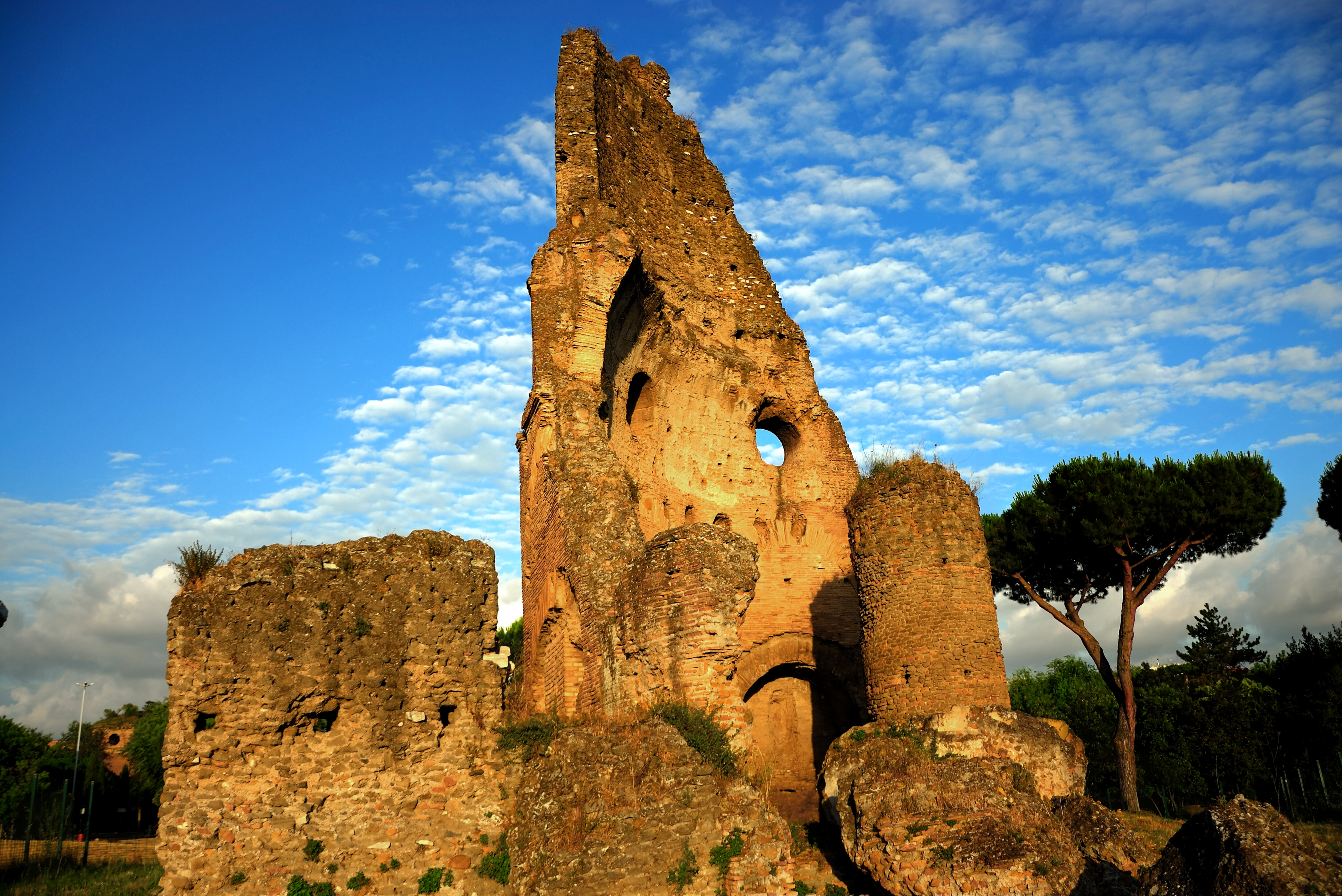
A Tor de' Schiavi.

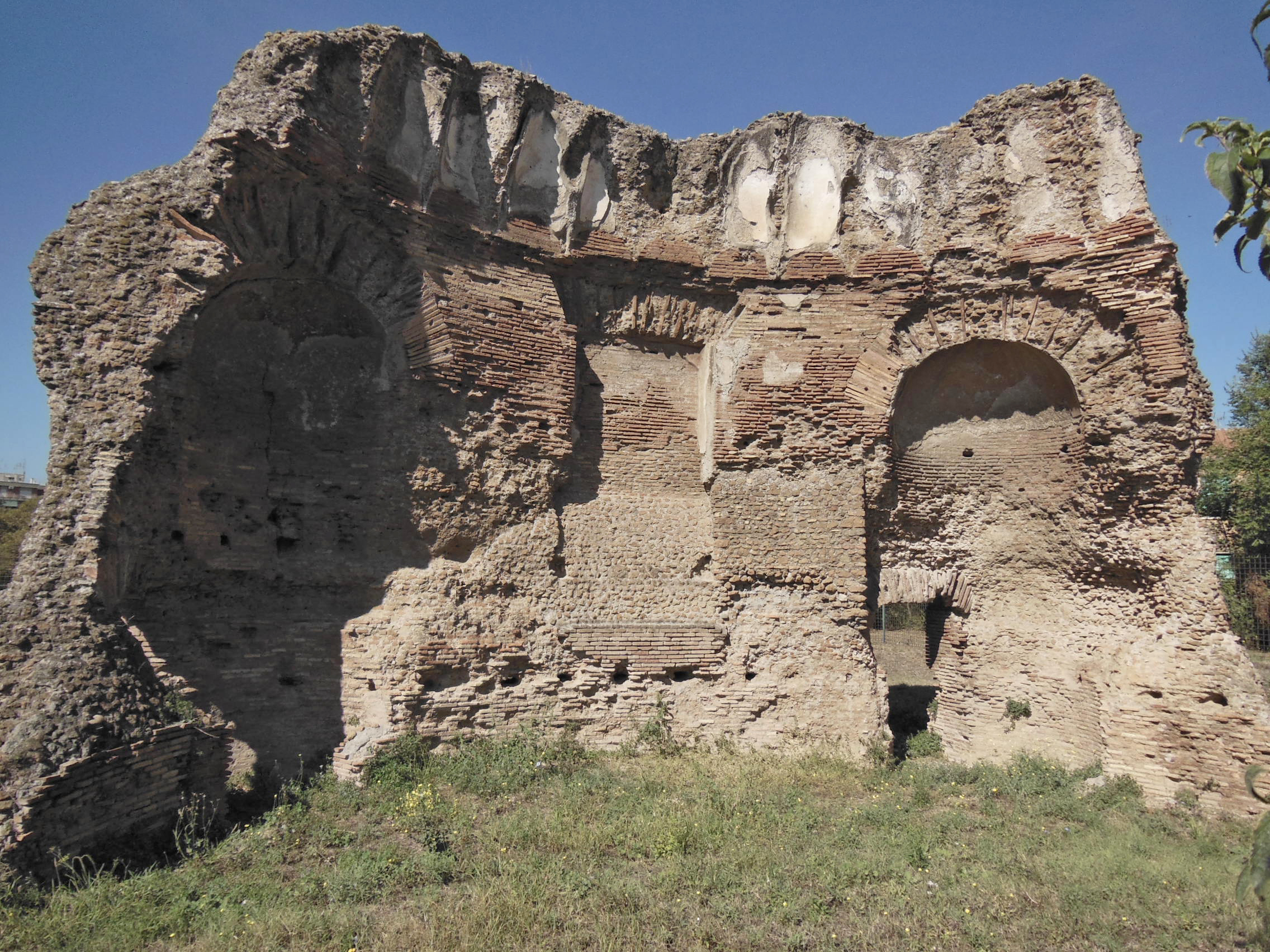
Aula Absidata.

No caso do salão octogonal antigo, a cúpula, a rotunda e piso superior em arco foram preenchidos com ânforas para aliviar o peso. No século XIII, foi construída sobre ele uma torre apoiada num grosso pilar cilíndrico e no qual estava apoiada uma escada que levava aos novos pisos. Esta torre medieval defensiva foi depois transformada em torre de observação até que, em 1347, passou a ser habitada pela família Colonna, proveniente de Palestrina, que foi a Roma combater Cola di Rienzo e acamparam no local. Em 1422, a propriedade foi adquirida definitivamente por eles.

Em 1571, a torre passou para a família de Vincenzo Rossi dello Schiavo, motivo pelo qual passou a ser chamada de Tor de' Schiavi.